# Унятін
Унятін (словац. Uňatín) — село, громада в окрузі Крупіна, Банськобистрицький край, центральна Словаччина, традиційний регіон Гонт. Кадастрова площа громади — 12,99 км². Населення — 175 осіб (за оцінкою на 31 грудня 2017 р.).
Перша згадка 1311 року.

## Географія
Протікає Чековський потік.

## Населення
| Рік:            | 1994. | 2004.   | 2014.   | 2024.   |
| --------------- | ----- | ------- | ------- | ------- |
| Кількість осіб: | 214   | 196     | 184     | 175     |
| Різниця:        |       | -8,41 % | -6,12 % | -4,89 % |

| Рік:            | 2023. | 2024.   |
| --------------- | ----- | ------- |
| Кількість осіб: | 180   | 175     |
| Різниця:        |       | -2,77 % |